# Le Groupe sanguin zéro
Pour plus de détails, voir Fiche technique et Distribution.
Le Groupe sanguin zéro (Faktas, en russe : Gruppa Krovi nol) est un film de guerre soviétique réalisé par Almantas Grikevicius et sorti en 1981. Il est présenté au Festival de Cannes 1981, où Elena Solovei remporte le Prix de la meilleure actrice dans un second rôle.

## Fiche technique
- Réalisation : Almantas Grikevičius
- Scénario : Vytautas Žalakevičius
- Directeur de la photographie : Donatas Pečiūra
- Directeur artistique : Galius Kličius
- Costumier : Viktorija Bimbaitė
- Musique : Juozas Širvinskas
- Éditeur : Izabele Pinaityte
- Société de production : Lietuvos kino studija
- Pays d'origine : URSS
- Langue : lituanien, russe
- Dates de sortie : 1980 (URSS)
- Format : Couleurs - 35 mm - mono
- Genre : Drame de guerre
- Durée : 91 minutes

## Distribution
- Regimantas Adomaitis : Jonas Buckus
- Donatas Banionis : oberst Titel
- Juozas Budraitis : lieutenant Josef Chaknys
- Uldis Dumpis : Schmidermann
- Alexandre Kaïdanovski : Stanislav
- Irena Leonavičiūtė : Tekle, fille de Peciukonis
- Saulius Balandis : Vincas, petit ami de Tekle
- Arnis Līcītis : lieutenant Akemann
- Algimantas Masiulis : vieux Peciukonis
- Laimonas Noreika : Džanas
- Elena Solovei : Ona, sœur de Tekle
- Leonid Obolenski :  Aleksander, le berger
- Eugenija Pleškytė : Caroline, femme de Janas
- Aivars Siliņš : soldat SS
- Eugenija Šulgaitė : mère de Stanislav
- Vaiva Mainelytė : Kazia
- Rasa Kirkilionytė : fille de Džanas
- Justina Širvinskaitė
- Doloresa Kazragytė : couturière
- Elvyra Piškinaitė : Salomėja
- Algis Kybartas : Antanas
- Valentinas Masalskis
- Danguolė Baukaitė
- Milė Šablauskaitė
- Kristina Gudonytė
- Saulius Sipaitis
- Peteris Liepinš
- Artūras Pravilionis
- Edgaras Savickis
- Teodoras Četrauskas
- Valerija Marcinkevičiūtė
- Olga Mažeikytė
- Linas Pečiūra
- Regina Zdanavičiūtė
- Aleksandras Ribaitis
- Irena Litvinovič
- Eglė Čekuolytė
- Irena Liutikaitė
- Nijolė Lepeškaitė
- Juris Pliavinis
- Eugenijus Olbikas
- Kostas Smoriginas : narrateur